# Bruno Bonnell
Pour les articles homonymes, voir Bonnell.
Bruno Bonnell, né le 6 octobre 1958 à Alger, est un entrepreneur et homme politique français.
Cofondateur et ex-président de la société Infogrames, il est depuis 2007 à la tête de Robopolis, société spécialisée dans la robotique personnelle. Spécialisé dans le domaine des technologies numériques, il a fondé deux sociétés spécialisées dans la robotique de service et un fonds d'investissement entièrement destiné à la robotique, Robolution Capital.
Proche de Gérard Collomb de longue date, il est élu député en 2017, dans la sixième circonscription du Rhône, sous l'étiquette de La République en marche (LREM). En 2019, il rejoint le Mouvement radical (MR), dont il est vice-président. Il est ensuite tête de liste aux élections régionales de 2021 en Auvergne-Rhône-Alpes et est battu dès le premier tour avec un score de 9,82 %.
Chargé par le gouvernement de piloter le plan France 2030, il démissionne de son mandat de député le 30 janvier 2022.

## Formations et débuts de carrière
Né en 1958 à Alger, Bruno Bonnell y vit jusqu'à l'âge de huit ans lorsque sa famille d’origine catalane s'installe à Lyon. Il obtient son baccalauréat à l'âge de seize ans et entame des études de mathématiques supérieures quelque temps au lycée La Martinière Monplaisir avant de poursuivre une formation d'ingénieur chimiste à l'École supérieure de chimie industrielle de Lyon (promotion 1981), devenue CPE Lyon en 1994. Il se tourne alors vers l'économie et devient titulaire d'une maîtrise d'économie appliquée à l'université Paris-Dauphine en 1982.
Après son service militaire, il travaille dans une entreprise grenobloise Assistance Industrielle Dauphinoise spécialisée dans les machines spéciales (irradiateurs et capteurs) pendant six mois. En 1983, il entre chez Thomson en tant qu'ingénieur d'affaires chargé du lancement et de la commercialisation dans l'Est, le Sud-Est et le Nord de la France du premier ordinateur du groupe, le TO7. Parallèlement, il écrit en compagnie de son ami Christophe Sapet un livre intitulé  Pratique de l’ordinateur familial, qui leur permet de constituer un capital de départ pour créer une société d'édition de logiciels.

## Entrepreneuriat dans l’industrie du numérique

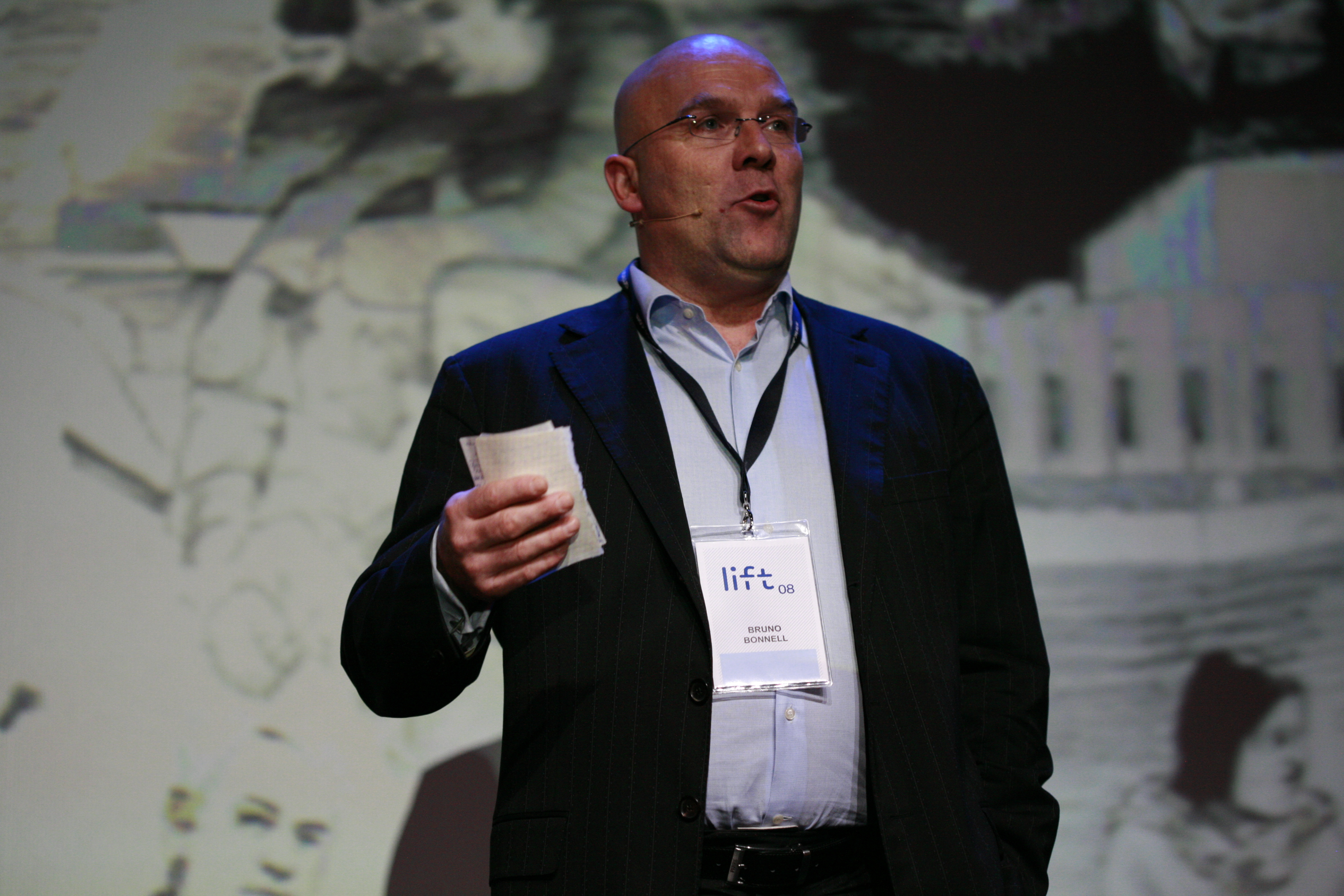
Bruno Bonnell.

### Industrie vidéoludique (1983-2007)
En juin 1983, il crée avec Christophe Sapet la société Infogrames, l'une des premières sociétés d’édition de logiciels de loisirs de France. Thomas Schmider les rejoint en 1984. Infogrames sera cotée dès 1993 au second marché de la Bourse de Paris. Entre 1984 et 1999, la société rachète de nombreuses entreprises du secteur : CobraSoft, ERE Informatique, Philips Média Interactive, Accolade Inc, Gremlin Software, Ordigrames, GT Interactive. En 2000, il rachète Hasbro Interactive propriétaire de la marque Atari. Infogrames devient alors le numéro 2 mondial du jeu vidéo, avec 1 500 employés et un chiffre d'affaires de un milliard d'euros.
Fin 2006, la cotation du titre Infogrames est suspendue quelques jours en raison d’une perte de valeur de 65 % par rapport au début d’année. En janvier 2007, Le Monde indique que depuis six ans, le cours de bourse d'Infogrames est passé de 52 euros à moins de cinquante centimes d'euros, et qu'en quatre ans, la société a connu trois recapitalisations et qu'une quatrième est en cours, afin de permettre d'effacer un « endettement massif » de 200 millions d'euros.
Le 5 avril 2007, le conseil d'administration d'Infogrames décide du départ de Bruno Bonnell en tant que PDG. Son éviction s'accompagne d'une indemnité de 3 millions d'euros. Patrick Leleu le remplace à ce poste pendant huit mois avant de céder sa place à l'américain David Gardner. En 2008, la société est condamnée à verser 40 000 euros à l'Autorité des marchés financiers (AMF), car Bruno Bonnell, alors directeur financier d'Infogrames, est accusé d'avoir « artificiellement fait varier le cours de son titre en achetant et revendant des paquets d’actions » entre 2002 et 2003, sans prévenir l'AMF. Bruno Bonnell répond que ces opérations visaient juste à « défendre le titre » en bourse,. Selon Mediapart, des écoutes ont montré que Bruno Bonnell a demandé à l’intermédiaire financier Natexis Bleichroeder de soutenir les cours d'Infogrames à la bourse, pendant qu'Infogrames réalisait les mêmes jours des ventes d'actions de son titre en dehors de la bourse, des agissements jugés contraires à plusieurs règlements selon l'AMF.
Bruno Bonnell a été en conflit avec les créateurs d'Alone in the dark au sujet de la suite du jeu. Frédérick Raynal, programmeur du premier opus, obtiendra gain de cause en 2016.

### Internet (1995-1997)
Avec la même équipe, il crée en 1995, l'un des premiers fournisseurs d'accès Internet, Infonie, qui est la première introduction en bourse du nouveau marché.

### Robotique (depuis 2007)
En 2007, il rachète la société Robopolis, spécialisée dans la distribution de robotique de service et localisée à Villeurbanne. Il serait propriétaire depuis 2007 de deux sociétés situées dans l' état du Delaware (connu à l'étranger pour être un paradis fiscal,). En 2011, il fonde AWAbot, entreprise spécialisée dans les robots de téléprésence. En 2013, il crée le premier fonds d’investissement européen destiné à la robotique de service, Robolution Capital.

### Télévision
Bruno Bonnell est le repreneur  de la première chaîne de télévision consacrée aux jeux vidéo et aux arts numériques, Game One TV, lancée en 1998 en partenariat avec le groupe Canal+.
L’entrepreneur est également choisi pour incarner le patron dans l’émission The Apprentice : Qui décrochera le job ?, produite par Endemol et diffusée à la rentrée 2015 sur M6. C'est notamment Donald Trump ou Alan Sugar qui tiennent ce rôle dans les versions américaine et britannique. L'émission est déprogrammée par M6 après seulement deux épisodes aux audiences catastrophiques. Nicolas Copperman, président d'Endemol, invité par l'Association des Journalistes Média, parlait d'un « rejet du concept » et admettait un échec.

## Parcours politique

### Débuts
Avant de rejoindre En marche, Bruno Bonnell indique avoir toujours voté à gauche,. Il est proche de Gérard Collomb de longue date.
En 2012, Nicole Bricq, ministre du Commerce extérieur dans le gouvernement de Jean-Marc Ayrault, le nomme en tant que fédérateur à l’export de la famille de produits « Mieux communiquer ». Sa mission consiste alors à coordonner les opérations commerciales internationales englobant différentes sociétés françaises des filières du numérique, de l’image et des télécommunications. Il a été reconduit dans cette fonction par les ministres successifs Fleur Pellerin et Matthias Fekl.
Un an plus tard, Arnaud Montebourg, ministre du Redressement productif, à qui il a été présenté par Gérard Collomb, puis Emmanuel Macron, ministre de l’Économie, le chargent de l’élaboration et de la mise en place du plan « France Robot Initiative », visant à définir la robotique comme un secteur de développement économique stratégique pour la France et faisant partie des 34 plans pour la Nouvelle France industrielle. 

### Député de laXVelégislature
Fin 2016, il prend position publiquement pour Emmanuel Macron à l'élection présidentielle de 2017, le seul qui soit « libéral, protecteur et progressiste », estime-t-il, et devient le référent d’En marche dans le Rhône.
Poussé par Gérard Collomb, il se porte candidat aux élections législatives de 2017 pour le parti La République en marche (ex-En marche) dans la 6e circonscription du Rhône, où il est notamment opposé à l’ancienne ministre de l’Éducation nationale, Najat Vallaud-Belkacem, candidate du Parti socialiste. Il l'emporte très largement à l'issue du second tour.
Au bout de six mois, il est le troisième député le moins actif selon le classement établi par Capital. Le Monde relève en mars 2018 que « pendant des mois, il n'a pas ouvert la bouche, ni en commission, ni dans l'hémicycle » ; il a alors rédigé une seule question écrite, aucun amendement, et n'a été cosignataire que de 6 propositions de loi ou résolutions. Bruno Bonnell justifie cette attitude par la volonté de ne pas offrir « un temps d'expression équivalent à l'opposition ». Se qualifiant d'« élu de la nation », il revendique le fait de ne pas se mobiliser dans sa circonscription, considérant qu'« il faut sevrer la population des vieilles pratiques ».
En février 2018, lors de la diffusion controversée des propos tenus par Laurent Wauquiez à l'EM Lyon, dont Bruno Bonnell a été le président, il déclare qu'il « regrette profondément qu'un engagement de faire un cours apolitique et inspirant soit devenu une tribune politique et désespérante ».
En septembre 2018, après l'élection de Richard Ferrand à la présidence de l'Assemblée nationale, il se porte candidat pour lui succéder à la présidence du groupe LREM avant de se retirer et de soutenir Gilles Le Gendre. Il se voit ensuite attribuer par le Premier ministre, Édouard Philippe, une mission d'information sur l'innovation et les territoires.
Il rejoint en novembre 2019 le Mouvement radical (MR), dont il est élu vice-président.
En juin 2020, il présente un rapport d'information sur les « métiers du lien » (assistante maternelle, animatrice périscolaire, accompagnante d'enfants en situation de handicap, femme de ménage et auxiliaire de vie sociale) corédigé avec François Ruffin, à l'issue d'une mission parlementaire. Pour Bruno Bonnell, il s'agit de la « grande cause du XXIe siècle ». Il est filmé à ce sujet dans le documentaire Debout les femmes ! coréalisé par Gilles Perret.
Bruno Bonnell est désigné tête de liste de LREM pour les élections régionales de 2021 en Auvergne-Rhône-Alpes,. Sa liste est éliminée dès le premier tour avec un score de 9,82 %. Peu après, il annonce qu'il ne se représentera pas aux élections législatives de l'année suivante.
Ayant annoncé dès l'été 2021 qu'il ne serait pas candidat à sa réélection, il est chargé par le gouvernement de piloter le plan France 2030 et démissionne donc de son mandat de député à compter du 30 janvier 2022.

## Synthèse des résultats électoraux

### Élections législatives
| Année | Parti | Parti | Circonscription | 1er tour | 1er tour | 1er tour | 2d tour | 2d tour | 2d tour | Issue |
| Année | Parti | Parti | Circonscription | Voix     | %        | Rang     | Voix    | %       | Rang    | Issue |
| ----- | ----- | ----- | --------------- | -------- | -------- | -------- | ------- | ------- | ------- | ----- |
| 2017  |       | LREM  | 6e du Rhône     | 13 953   | 36,69    | 1er      | 18 477  | 60,32   | 1er     | Élu   |

### Élections régionales
Les résultats ci-dessous concernent uniquement les élections où il est tête de liste.
| Année | Parti | Parti                     | Région               | 1er tour | 1er tour | 1er tour | 2d tour | 2d tour | 2d tour | Sièges obtenus |
| Année | Parti | Parti                     | Région               | Voix     | %        | Rang     | Voix    | %       | Rang    | Sièges obtenus |
| ----- | ----- | ------------------------- | -------------------- | -------- | -------- | -------- | ------- | ------- | ------- | -------------- |
| 2021  |       | MR-LREM-MoDem-Agir-TdP-EC | Auvergne-Rhône-Alpes | 168 292  | 9,82     | 5e       |         |         |         | 0 / 204        |

### Élections métropolitaines
Les résultats ci-dessous concernent uniquement les élections où il est tête de liste.
| Année | Liste | Liste          | Circonscription | 1er tour | 1er tour | 1er tour | 2d tour | 2d tour | 2d tour | Sièges obtenus |
| Année | Liste | Liste          | Circonscription | Voix     | %        | Rang     | Voix    | %       | Rang    | Sièges obtenus |
| ----- | ----- | -------------- | --------------- | -------- | -------- | -------- | ------- | ------- | ------- | -------------- |
| 2020  |       | LREM-MoDem-UDI | Villeurbanne    | 2 118    | 8,73     | 4e       |         |         |         | 0 / 17         |

## Autres mandats
- Il est l'actuel président de Syrobo, syndicat français de la robotique de services.
- Il était membre du conseil d'administration du groupe Danone[7] depuis le 22 avril 2005 et membre du comité de responsabilité sociale depuis 2007.
- Il est membre du conseil de direction de Pathé depuis 2008.
- Il fait partie du conseil d’administration d’April[42] depuis 2008 et de celui de l’INSA de Lyon.
- Le 31 mai 2012, Bruno Bonnell est élu président du conseil d'administration[43] d'EMLYON Business School, école supérieure de commerce et de gestion créée en 1872 à Lyon[44].
- Le 31 janvier 2022, il devient secrétaire général pour l'investissement, chargé de France 2030[45],[46].

## Distinctions
- En 1995, Le Nouvel Économiste lui décerne le titre de « manager de l’année »[7].
- En 1997, il est nommé chevalier de l’ordre national du Mérite[47].
- Le 23 novembre 2012, il est nommé parrain de la promotion « Alfred Nobel » de CPE.
- En janvier 2017, il est fait chevalier de la Légion d'honneur[48].
- Le 27 octobre 2017, il est nommé parrain de la promotion « Bonnell » de l'IMERIR (Institut méditerranéen d'étude et de recherche en informatique et robotique).

## Publications
- Pratique de l’ordinateur familial, éditions Radio, coécrit avec Christophe Sapet, 1983.
- Viva la Robolution ! : Une nouvelle étape pour l’humanité, Paris, éditions JC Lattès, coll. « Essais et documents », 2010, 297 p. (ISBN 978-2-7096-3537-0).